# Erik Baška
Erik Baška, nascido a 12 de janeiro de 1994, é um ciclista profissional eslovaco, membro da equipa Bora-Hansgrohe.

## Palmarés
2014
- Visegrad 4 Bicycle Race-GP Polski Via Odra
- Central European Tour Kosice-Miskolc
- Central European Tour Isaszeg-Budapeste

2015
- 1 etapa dos Carpathia Couriers Paths
- 1 etapa do Tour de Berlim
- Campeonato Europeu em Estrada sub-23
- Puchar Ministra Obrony Narodowej

2016
- Handzame Classic

2017
- 3.º no Campeonato da Eslováquia em Estrada

2019
- 2.º no Campeonato da Eslováquia em Estrada

## Resultados nas Grandes Voltas e Campeonatos do Mundo
| Carreira           | 2013 | 2014 | 2015 | 2016 | 2017 | 2018 | 2019 |
| ------------------ | ---- | ---- | ---- | ---- | ---- | ---- | ---- |
| Giro d'Italia      | -    | -    | -    | -    | -    | -    | -    |
| Tour de France     | -    | -    | -    | -    | -    | -    | -    |
| Volta a Espanha    | -    | -    | -    | -    | -    | -    | -    |
| Mundial em Estrada | -    | -    | -    | -    | Ab.  | Ab.  | Ab.  |

## Equipas
- Dukla Trencin-Trek (2013-2014)
- AWT-GreenWay (2015)
- Tinkoff (2016)
- Bora-Hansgrohe (2017-)